# Sickenreuth (Stammbach)
Sickenreuth ist ein Gemeindeteil der Marktes Stammbach im Landkreis Hof (Oberfranken, Bayern). Sickenreuth liegt in der Gemarkung Fleisnitz.

## Geografie
Der Einöde liegt unmittelbar östlich der Bundesautobahn 9 inmitten eines Windparks. Ein Anliegerweg führt 700 Meter südlich zur Kreisstraße HO 20 die westlich die A 9 unterquerend nach Fleisnitz bzw. östlich nach Friedmannsdorf verläuft.

## Geschichte
1545 wurde eine Wüstung „zu Zickareuth bei Lesten“ erwähnt. 1569 wurde der Ort „Zÿlekenreut beÿ Lesten“ genannt, 1607 „Zilchenreüt“ und 1620 „Sickhenreuth beÿ Lesten“. 1789 war „Zickenreuth“ immer noch wüst. Erst in den 1830er Jahren wurde der Ort auf dem Gemeindegebiet von Fleisnitz neu angelegt.

### Einwohnerentwicklung
| Jahr      | 1900  | 1925   | 1950   | 1961   | 1970   | 1987  |
| Einwohner | 6     | 5      | 3      | 2      | 2      | 1     |
| Häuser    | 1     | 1      | 1      | 1      |        | 1     |
| Quelle    | [ 9 ] | [ 10 ] | [ 11 ] | [ 12 ] | [ 13 ] | [ 1 ] |

## Religion
Sickenreuth ist evangelisch-lutherisch geprägt und bis heute nach St. Maria (Stammbach) gepfarrt.